# 38. Goya-gála
A 38. Goya-gála során a 2023-ban bemutatott spanyol filmeket értékelték. A jelölteket az Academy of Cinematographic Arts and Sciences of Spain választotta ki. A valladolidi Feria de Valladolidban tartott ceremóniát az La 1 és RTVE Play közvetítették 2024. február 10-én. A műsor házigazdái Ana Belén, Javier Ambrossi és Javier Calvo voltak. A jelöltek listáját Luis Tosar és Anna Castillo jelentették be 2023. november 30-án. A gála során Juan Mariné kapta meg a tiszteletbeli Goya-díjat, míg a nemzetközi Goya-díjat Sigourney Weaver kapta, aki köszönőbeszédében az őt állandóan szinkronizáló spanyol színésznőt, María Luisa Solát említette meg.

## Győztesek és jelöltek
A nyertesek félkövérrel jelölve.
| Legjobb film | Legjobb rendező |
| --- | --- |
| - A hó társadalma – Belén Atienza, J.A. Bayona, Sandra Hermida Muñiz - A méhek húszezer fajtája – Lara Izagirre Garizurieta, Valérie Delpierre - Cerrar los ojos – Agustín Bossi, Cristina Zumárraga, José Alba, Maximiliano Lasansky, Odile Antonio-Baez, Pablo E. Bossi, Pol Bossi, Víctor Erice - Un amor – Marisa Fernández Armenteros, Sandra Hermida Muñiz - Saben aquell – Edmon Roch, Jaime Ortiz de Artiñano                                                                   | - J. A. Bayona – A hó társadalma - Víctor Erice – Cerrar los ojos - Isabel Coixet – Un amor - David Trueba – Saben aquell - Elena Martín – Creatura |
| Legjobb férfi főszereplő | Legjobb női főszereplő |
| - David Verdaguer – Saben aquell (Eugenio) - Manolo Solo – Cerrar los ojos (Miguel Garay) - Enric Auquer – A tanár, aki a tengert ígérte (Antoni Benaiges) - Hovik Keuchkerian – Un amor (Andreas) - Alberto Ammann – Upon Entry (Diego) | - Malena Alterio – Que nadie duerma (Lucía) - Patricia López Arnaiz – A méhek húszezer fajtája (Ane) - María Vázquez – Matria (Ramona) - Laia Costa – Un amor (Nat) - Carolina Yuste – Saben aquell (Conchita Alcaide Rodríguez) |
| Legjobb férfi mellékszereplő | Legjobb női mellékszereplő |
| - José Coronado – Cerrar los ojos (Julio Arenas / Gardel) - Martxelo Rubio – A méhek húszezer fajtája (Gorka) - Juan Carlos Vellido – Terápia alatt (Roberto) - Alex Brendemühl – Creatura (Gerard) - Hugo Silva – Un amor (Piter) | - Ane Gabarain – A méhek húszezer fajtája (Lourdes) - Itziar Lazkano – A méhek húszezer fajtája (Lita) - Ana Torrent – Cerrar los ojos (Ana Arenas) - Luisa Gavasa – A tanár, aki a tengert ígérte (Charo) - Clara Segura – Creatura (Diana) |
| Legjobb új színész | Legjobb új színésznő |
| - Matías Recalt – A hó társadalma (Roberto Canessa) - Omar Banana – Szerelem és forradalom (Miguel Acosta Fernández) - Brianeitor – Bajnokok 2. (Önmaga) - La Dani – Szerelem és forradalom (Dani) - Julio Hu Chen – Kínából jöttünk (Wang) | - Janet Novás – Végtelen rozsmezők (María) - Xinyi Ye – Kínából jöttünk (Claudia) - Yeju Ji – Kínából jöttünk (Shul) - Clàudia Malagelada – Creatura (Mila) - Sara Becker – A filmmesélő (María Margarita) |
| Legjobb eredeti forgatókönyv | Legjobb adaptált forgatókönyv |
| - A méhek húszezer fajtája – Estibaliz Urresola Solaguren - Cerrar los ojos – Víctor Erice, Michel Gaztambide - Szerelem és forradalom – Carmen Garrido, Alejandro Marín - Upon Entry – Alejandro Rojas, Juan Sebastián Vásquez - Una vida no tan simple – Félix Viscarret | - Pablo Berger — Robotálmok (Sara Varon Robot Dreams című grafikus novellája) - Albert Val – A tanár, aki a tengert ígérte (Francesc Escribano El mestre que va prometre el mar könyve alapján) - Bernat Vilaplana, J. A. Bayona, Jaime Marques-Olarreaga, Nicolás Casariego – A hó társadalma (Pablo Vierci La sociedad de la nieve című könyve alapján) - Isabel Coixet, Laura Ferrero — Un amor (Sara Mesa azonos című novellája alapján) - David Trueba, Albert Espinosa — Saben aquell (Gerard Jofra Eugenio és Saben aquell que diu című könyvei alapján) |
| Legjobb iberoamerikai film | Legjobb európai film |
| - La memoria infinita — Chile - Alma Viva — Portugália - La pecera — Puerto Rico - Puan — Argentína - Simón — Venezuela | - Egy zuhanás anatómiája — Franciaország - Volt egyszer egy nyár — Egyesült Királyság - Nyolc hegy — Olaszország - Sigurno mjesto — Horvátország - A tanári szoba — Németország |
| Legjobb új rendező | Legjobb animációs film |
| - Estibaliz Urresola Solaguren – A méhek húszezer fajtája - Itsaso Arana – Las chicas están bien - Álvaro Gago\|gl}} – Matria - Alejandro Rojas, Juan Sebastián Vasquez – Upon Entry - Alejandro Marín – Szerelem és forradalom | - Robotálmok – Pablo Berger, Ángel Durández, Ibon Cormenzana, Ignasi Estapé, Sandra Tapia - Dispararon al Pianista – Fernando Trueba, Javier Mariscal, Cristina Huete - Sultana's Dream – Isabel Herguera, Chelo Loureiro, Diego Herguera, Fabian Driehorst, Iván Miñambres, Mariano Baratech - Hanna y los monstruos – Ángeles Hernández, David Matamoros, Lorena Ares - Múmiák – Juan Jesús García Galocha "Galo", Cleber Beretta, Francisco Celma, Jordi Gasull, Marc Sabé, Pedro Solís, Toni Novella                                                        |
| Legjobb operatőr | Legjobb vágás |
| - Pedro Luque – A hó társadalma - Gina Ferrer García – A méhek húszezer fajtája - Valentín Álvarez – Cerrar los ojos - Bet Rourich – Un amor - Diego Trenas – Una noche con Adela | - Andrés Gil, Jaume Martí – A hó társadalma - Raúl Barreras – A méhek húszezer fajtája - Ascen Marchena – Cerrar los ojos - Fátima de los Santos – Mamacruz - Fernando Franco – Robotálmok |
| Legjobb látványtervezés | Legjobb gyártásvezető |
| - Alain Bainée – A hó társadalma - Izaskun Urkijo – A méhek húszezer fajtája - Curru Garabal – Cerrar los ojos - Carlos Conti – A filmmesélő - Marc Pou – Saben aquell | - Margarita Huguet – A hó társadalma - Pablo Vidal – A méhek húszezer fajtája - María José Díez – Cerrar los ojos - Eduard Vallès – Saben aquell - Leire Aurrekoetxea, Luis Gutiérrez – Valle de sombras |
| Legjobb hang | Legjobb vizuális effektusok |
| - Jorge Adrados, Oriol Tarragó, Marc Orts – A hó társadalma - Eva Valiño, Koldo Corella, Xanti Salvador – A méhek húszezer fajtája - Iván Marín, Juan Ferro, Candela Palencia – Cerrar los ojos - Tamara Arévalo, Fabiola Ordoyo, Yasmina Praderas – Bajnokok 2. - Xavi Mas, Eduardo Castro, Yasmina Praderas – Saben aquell | - Pau Costa, Félix Bergés, Laura Pedro – A hó társadalma - Mariano García Marty, Jon Serrano, David Heras, Fran Belda, Indira Martín – A méhek húszezer fajtája - Raúl Romanillos, Míriam Piquer – Valle de sombras - Eneritz Zapiain, Iñaki Gil "Ketxu" – La ermita - Mariano García Marty, Jon Serrano, Juan Ventura, Amparo Martínez – Tin és Tina |
| Legjobb jelmeztervezés | Legjobb smink |
| - Julio Suárez – A hó társadalma - Nerea Torrijos – A méhek húszezer fajtája - Maria Armengol – A tanár, aki a tengert ígérte - Mercè Paloma – A filmmesélő - Lala Huete – Saben aquell | - Ana López-Puigcerver, Belén López-Puigcerver, Montse Ribé – A hó társadalma - Aihoa Eskusabel, Jose Gabarain – A méhek húszezer fajtája - Eli Adánez, Juan Begara – La ternura - Caitlin Acheson, Benjamín Pérez, Nacho Díaz – Saben aquell - Sarai Rodríguez, Noé Montes, Óscar del Monte – Valle de sombras |
| Legjobb eredeti filmzene | Legjobb eredeti dal |
| - Michael Giacchino – A hó társadalma - Natasha Arizu – A tanár, aki a tengert ígérte - Arnau Bataller – La paradoja de Antares - Alfonso de Vilallonga – Robotálmok - Andrea Motis – Saben aquell | - "Yo solo quiero amor" – Szerelem és forradalom (Rigoberta Bandini) - "Eco" – Amigos hasta la muerte (Xoel López) - "Chinas" – Kínából jöttünk (Marina Herlop) - "El amor de Andrea" – Andrea szeretete (Álvaro B. Baglietto, David García, Guille Galván, Jorge González, Juan Pedro Martín "Pucho", Juanma Latorre, Valeria Castro) - "La gallinita" – La imatge permanent (Fernando Moreri Haberman, Sergio Bertran) |
| Legjobb rövidfilm | Legjobb animációs rövidfilm |
| - Aunque es de noche – Guillermo García López, Damien Megherbi, David Casas Riesco, Justin Pechberty, Marina García López, Pablo de la Chica - Carta a mi madre para mi hijo – Carla Simón, María Zamora Morcillo - Cuentas divinas – Eulàlia Ramon, Anna Saura - La loca y el feminista – Sandra Gallego, María del Puy Alvarado, Penélope Cristóbal - Paris 70 – Dani Feixas, Alba Forn                                                                                               | - To Bird or Not To Bird – Martín Romero, Chelo Loureiro, Iván Miñambres - Becarias – Marina Cortón, Marina Donderis, Núria Poveda, Iván Madolell, Leticia Montalvá, Pablo Muñoz Naharro, Vicente Mallols - Todo bien – Diana Acién Manzorro, Rocío Benavent Méndez - Todo está perdido – Carla Pereira, Juanfran Jacinto, Álvaro Díaz, David Castro González, Jorge Acosta - Txotxongiloa – Sonia Estévez |
| Legjobb dokumentumfilm | Legjobb rövid dokumentumfilm |
| - Mientras seas tú – Claudia Pinto Emperador, Iván Martínez-Rufat, Joana M. Ortueta, Jordi Llorca, Óscar Bernàcer, Pilar Llorca - Caleta Palace – José Antonio Hergueta, Leticia Salvago Soto - Contigo, contigo y sin mí, – Amaya Villar Navascués, Carlo D'Ursi - Esta ambición desmedida – Antón Álvarez, Cristina Trenas, Isabel Utrera Alfaro, María Rubio, Patricia Alfaro, Rogelio González, Santos Bacana - Iberia, naturaleza infinita – Arturo Menor Campillo, Cristina Menor | - Ava – Mabel Lozano - BLOW! – Neus Ballús, Miriam Porté - El bus – Sandra Reina, Jaime Fargas Coll, Valérie Delpierre - Herederas – Silvia Venegas Venegas, Juan Antonio Moreno Amador - Una terapia de mierda – Javier Polo, Jorge Acosta, Juanjo Moscardó Rius, Maxi Valero, Nathalie Martínez |

## In Memoriam
A gála "in memoriam" szegmense az alábbi elhunyt személyekről emlékezett meg:
- Gonzalo Abril
- Antonio Acaso
- Narcís Agustí
- Alfredo Alba de Luz
- Francisco Rodríguez Iglesias (Arévalo)
- Jordi Artigau
- Joaquín Barral Casado
- Jesús Barreda
- Miguel Barroso
- María Bellapart
- Rocío Borrallo
- Isaac Bravo (Sasi)
- Fermín Cabal
- Lluís Miquel Campos
- Luisa Cantero (la Tata)
- Pilar Cañada
- Amat Carreras i Doll
- Angela Cassillas Gordillo
- Antonio Castro
- Itziar Castro
- Jose Antonio Cepeda
- Isabel Steva (Colita)
- Santiago Cortés
- Basilio Cortijo Oter
- Daniela Acosta
- Josep Costa Prieto
- Pepe Esquirol
- Rafael Fernández
- Patricia Ferreira
- Alberto Gadea
- Antonio Gala
- Andrés García
- Rosa García
- Rafael Girón Galván
- Laura Gómez-Lacueva
- Dolores González (Lola)
- Manel G. Frasquiel
- Josefina Güell
- Fernando Guijarro
- Jesús Guzmán
- Fernando Huertas Jiménez
- Rebeca Iannaccone
- Francisco Ibáñez
- Daniel Iturbe
- María Jiménez
- Àngel Jové
- Eduardo Ladrón de Guevara
- Tony Leblanc Jr.
- Lucie J. Lipschutz
- Ignacio López Tarso
- Rodrigo López Terres
- Mauricio Lozano
- Antonella Lualdi
- Paco Lucio
- Francisco J. Madurga
- Raúl Martín (Raw)
- Jesús Ignacio M. Povedano
- Mª Carmen y sus muñecos
- Mario Más
- Juli Mira
- Bernardo Moll
- Mauro Muñiz de Urquiza
- Ana Ofelia Murguía
- Pío Núñez Rodríguez
- Ramiro Oliveros
- Antonio Ordóñez Hernández
- Severino Pascual Aceves
- Carles Pastor
- Raúl Peña
- Julio Peña
- Manuel Pérez Estremera
- Víctor Petit
- Francisco de la Plaza
- Ventura Pons
- Carlos Pumares
- Enrique Requena Ruiz
- José Luis Rubio
- José Ruiz Lifante
- Jerónimo Saavedra
- Manuel Sánchez Gregorio
- Pelayo Sánchez
- Luis Mª Santamaría Tejón
- Vicente Sempere Sempere
- Carmen Sevilla
- María Silva
- Pepe Soriano
- Rafael Tamarit
- Arnold Taraborrelli
- Carlos Tena
- Maite Tójar
- Enrique de la Torre
- Laura Valenzuela
- Concha Velasco
- Mauricio Vicent
- Ernesto Victoria
- Francisco Vidal
- Jordi Vila
- Paco Villar
- Manuel Zambrana

## Fordítás
- Ez a szócikk részben vagy egészben  a(z)   38th Goya Awards című angol Wikipédia-szócikk fordításán alapul.  Az eredeti cikk szerkesztőit annak laptörténete sorolja fel. Ez a jelzés csupán a megfogalmazás eredetét és a szerzői jogokat jelzi, nem szolgál a cikkben szereplő információk forrásmegjelöléseként.